# Talnet
Talnet je vzdělávací projekt, který se zaměřuje na podporu nadaných, talentovaných a motivovaných dětí z druhého stupně základních a středních škol. Projekt vznikl v roce 2003 na půdě Matematicko-fyzikální fakulty UK v Praze pro potřeby vyhledávání a dalšího vzdělávání mimořádně talentovaných dětí v oblasti přírodních věd.

## Historie
Po několika letech fungování se projekt přesunul pod křídla Národního institutu dětí a mládeže (který se v roce 2014 transformoval do Národního institutu pro další vzdělávání a v roce 2020 do Národního pedagogického institutu). Od září 2021 je pak projekt realizován pod zapsaným spolkem Talnet a předsedou jeho správní rady je Jakub Sochor.

## T-kurzy
Základní aktivitou projektu jsou tzv. T-kurzy, což jsou bezplatné celo- nebo půlroční online korespondenční semináře zaměřené na různé vědní disciplíny - od striktně humanitních přes přírodovědné až po technické (v ročníku 2019/2020 bylo otevřeno 37 kurzů). Slouží jako dodatek ke školní výuce v případě, že žáka zajímá dané téma nad rámec běžně vyučované látky. Z hlediska časového rozvržení respektují kurzy běžný školní rok a každé pololetí kurzu se většinou skládá ze šesti lekcí zaměřených na určité téma (během koronavirové pandemie byly časové harmonogramy upraveny tak, aby se mohlo kurzů zúčastnit co nejvíce žáků a zároveň se změnila náplň některých kurzů, aby reflektovaly tehdejší situaci).

## T-Expedice
T-Expedice je letní týdenní akce, při které se její účastníci, tedy žáci, účastní vědeckého výzkumu, který je realizován rovněž žáky (ale pod dohledem odborníků). První T-Expedice se konala v roce 2013 v Biskoupkách a od tohoto roku se koná s roční pravidelností; od roku 2020 jsou dokonce konány dvě na sobě nezávislé týdenní větve akce. Za devět let existence bylo realizováno 67 badatelských záměrů.

## Další akce
Mezi další aktivity pak patří T-exkurze, T-soustředění, T-studium a T-úterky.